# Pasmo Dymińskie

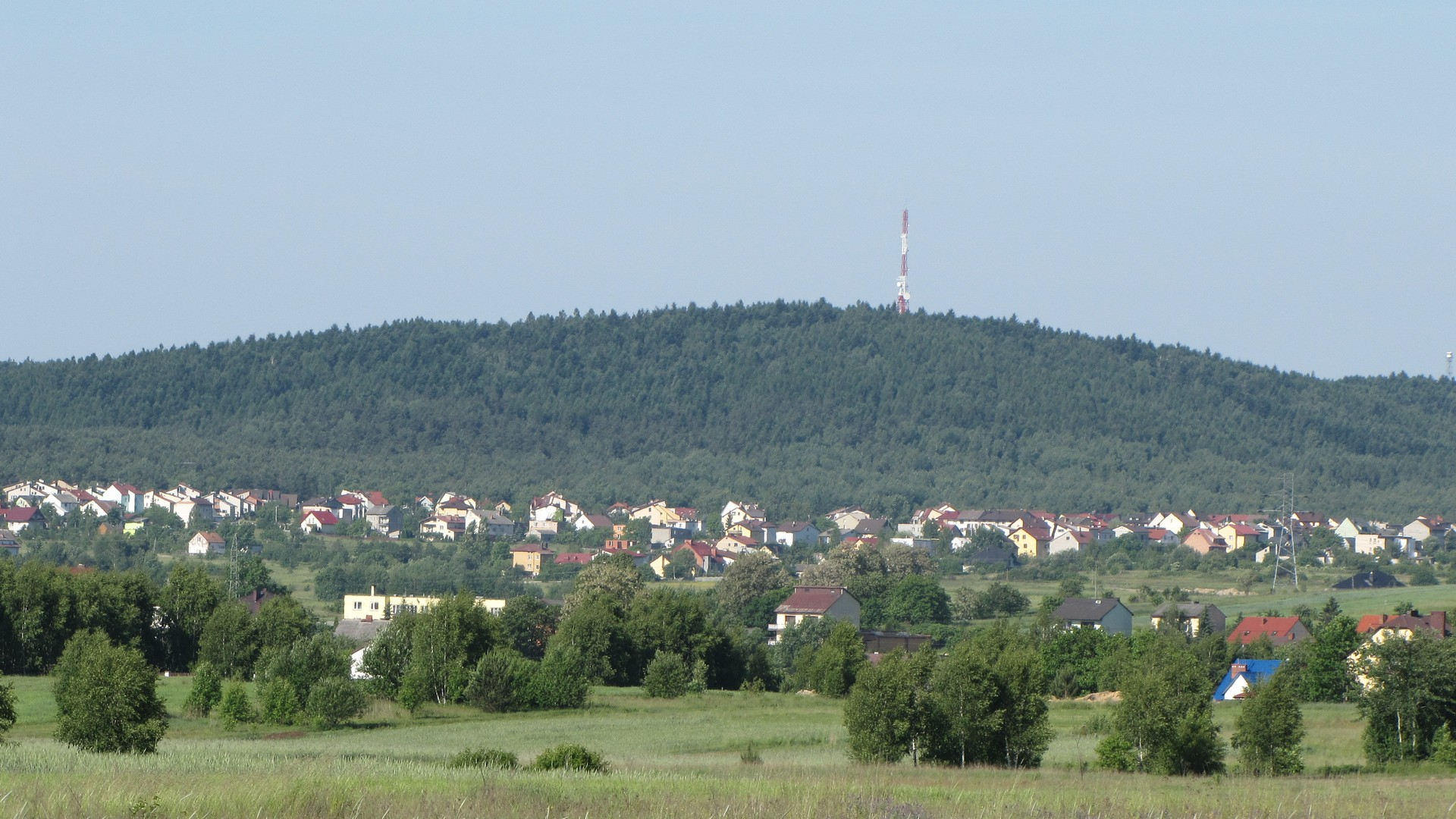
Góra Telegraf w Kielcach

Pasmo Dymińskie – pasmo Gór Świętokrzyskich, zbudowane ze skał kambryjskich. Położone na południowym wschodzie Kielc należy do Chęcińsko-Kieleckiego Parku Krajobrazowego. Rozciąga się od Pasma Posłowickiego na zachodzie, aż do przełomu rzeki Lubrzanki na wschodzie. Pokryte jest lasami bukowo-jodłowymi.
Na szczycie góry Telegraf stoi należący do Polskich Sieci Nadawczych maszt radiowy o wysokości 60 m. Na zboczu góry znajduje się zaliczana do trudnych 500-metrowa narciarska trasa zjazdowa z różnicą poziomów około 100 m, wyposażona w wyciąg orczykowy o przepustowości 2400 i 400 osób na godzinę oraz sztuczne oświetlenie. 
U podnóża góry Telegraf znajduje się Cmentarz Żołnierzy Radzieckich.
Przez całe pasmo prowadzi  niebieski szlak turystyczny z Chęcin do Łagowa.

## Główne szczyty
- Telegraf – 408 m n.p.m.
- Hałasa – 393 m n.p.m.
- Góra Dymińska – 385 m n.p.m.
- Zalasna – 321 m n.p.m.
- Załaźna – 291 m n.p.m.